# 1170 км
1170 км — упразднённый населённый пункт в Бутышском поссовете Камбарского района Удмуртии. Включён в 1966 году в состав посёлка Кама (Батыш).

## История
Населённый пункт появился при строительстве железной дороги. В селении жили семьи тех, кто обслуживал железнодорожную инфраструктуру.
На 1 августа 1957 года находился в составе Бутышского поссовета.
В 1966 году в состав рабочего посёлка включены: ж.-д.ст. Кама, тубсанаторий «Кама», п. Камский и ж.-д.казармы 1168 км, 1170 км, 1172 км и 1175 км.
Основанием стало то, что на территории Бутышского поссовета слились в единое целое рабочий посёлок Бутыш и прилегающие к нему ряд населённых пунктов. Поэтому, и учитывая ходатайство населения, Президиум Верховного Совета Удмуртской АССР в соответствии с Указом Президиума Верховного Совета РСФСР от 10 января 1966 года постановил включить в состав территории рабочего поселка Бутыш следующие населённые пункты: железнодорожная станция Кама, тубсанаторий «Кама», посёлок Камбарской нефтебазы Камский, а также железнодорожные казармы 1168, 1170, 1172, 1175 км, фактически слившиеся между собой, переименовать рабочий посёлок Бутыш в рабочий посёлок Кама и в соответствии с этим Бутышский поссовет в Камский поселковый поссовет депутатов трудящихся (Камский поссовет).

## Инфраструктура
Путевое хозяйство Горьковской железной дороги. Действовал остановочный пункт 1170 км.

## Транспорт
Автомобильный и железнодорожный транспорт.